# 赵德钧 (五代)
赵德钧（9世纪—937年），本名赵行实，李存勖统治年间名为李绍斌，封北平王，中国五代十国时期晋国及其后身后唐将领。后唐末年，他奉末代皇帝李从珂命迎战反叛的李从珂养妹夫自建后晋的石敬瑭与契丹太宗皇帝率领的契丹盟军。但赵德钧意图获取契丹太宗支持推翻后唐的谈判失败后，即被契丹后晋联军击败，他被迫投降契丹，在囚禁中死去。

## 家世
赵行实生年不详，幽州人氏。年轻时善骑射，效力义昌军节度使刘守文为偏将。后梁开平初年，刘守文攻陷脩县，县令刘邧的儿子刘延寿与刘延寿母种氏都被赵行实所获，赵行实于是娶种氏，养刘延寿为子。
因刘守文弟刘守光囚父刘仁恭并夺取刘仁恭先前掌控的卢龙军，刘守文与刘守光为敌，但在开平三年（909年），被刘守光擒杀。赵行实效力刘守光，被署为幽州军校。刘守光后来称燕帝，应天二年（912年）被西南邻国晋国国王李存勖攻打，赵行实知刘守光必败，逃奔李存勖，为裨将。梁太祖攻脩县，声言大军五十万，赵行实建议昭德军使史建瑭、忻州刺史李存审走入土门避战，史建瑭、李存审没有听，最终退敌。李存勖善待赵行实，赐国姓「李」，赐名「绍斌」。累官郡守。其养子赵延寿也娶了李存勖养兄李嗣源的女儿，即后来的兴平公主。

## 后唐年间

### 李存勖年间
天祐二十年（923年）二月，李存勖称后唐皇帝。李绍斌为北京内牙马步军都指挥使。三月，李存勖已故养堂兄李嗣昭之子李继韬以安义军降梁帝朱瑱。李继韬部下泽州刺史裴约拒绝随他投梁，于是被梁所任泽州刺史董璋围攻。七月，裴约告急于李存勖，李存勖派李绍斌以甲士五千从辽州赴援，且命令他：只要能救下裴约，泽州可弃。但李绍斌未到，八月，泽州已陷，裴约被杀。
十月，在李绍斌参与下，李存勖突袭梁都大梁，克之。城陷时，朱瑱自杀，梁亡，唐接管其全境。李绍斌以北京衙内马步军都指挥使、右领军卫大将军迁横海军节度使。同光二年（924年）三月，因契丹入侵，他和时任天平军节度使的李嗣源和李嗣源养子北京左厢马军指挥使李从珂奉诏守边。五月，李绍斌充东北面行营招讨使，率大军渡河北上。但契丹仍然屡次劫掠唐运往卢龙军的粮食。三年（925年）二月，李绍斌被任为卢龙军节度使，仍检校太保。李绍斌虽被认为是良将，但没有大的战场威望，而李嗣源为宿将，时为蕃汉内外马步总管，于是李嗣源被徙为与卢龙相邻的成德军节度使，以为李绍斌之援。
同光四年（926年）正月，李绍斌奏称得到契丹首领耶律阿保机所赠貂裘。

### 李嗣源年间
当年四月，李存勖被都城的洛阳的一起兵变所杀。先前已背叛李存勖的李嗣源很快到达洛阳并称帝。李绍斌和很多被李存勖赐国姓的将领请求复原名。李嗣源同意让李绍斌復姓「赵」，加检校太傅、同平章事，赐名「德钧」。因儿女亲家的缘故，赵德钧深得李嗣源信任。曾作《奏契丹阿保机薨逝状》。天成二年（927年），加检校太尉。
赵德钧因久在边境，也曾与契丹通好，如契丹天赞六年（927年）十二月，契丹太宗遣人以诏赐赵德钧。七年（928年），赵德钧遣人以时果进契丹。
天成三年（928年）或稍早，朝廷和相邻的半独立军阀义武军节度使王都关系恶化，四月，王都请求和赵德钧结亲，以为结盟。但没有记载表明赵德钧答应了。王都又策反北面副招讨使归德节度使王晏球，不果，刺杀之，未遂，于是李嗣源讨伐王都，契丹派原知感等九人率骑军三万进入唐境意图帮助王都，五月，却被王晏球击溃，赵德钧截击逃跑的契丹军，杀了大部分，尽获余众，擒原知感等及特哩衮以下首领数十人、将士七百余人，六月奏称杀契丹千余人于幽州东，获马六百匹。八月又遣牙将武从谏率精骑迎战契丹酋长惕隐赫邈败军，于府城西杀数千人，生擒惕隐赫邈、舍利荝剌等数百人，奏生擒特哩衮及其属五十余人。闰八月，献俘于京师。李嗣源赦特哩衮等酋长五十人，置之亲卫，称为“契丹直”，认为可以重建与契丹的关系，而斩其余六百被俘士兵。四年（929年）二月，王都终于战败，赵德钧与王晏球并加兼侍中。不久加东北面招讨使。更以兴邦守正翊赞功臣、卢龙军节度管内观察处置押奚契丹两蕃经略卢龙军等大使、特进、检校太尉、同中书门下平章事、幽州大都督府长史、上柱国、天水县开国侯食邑一千户的身份进封开国公，加食邑五百户，食实封一百户。契丹屡遣使者请求放还舍利荝剌、惕隐、扎拉、特哩衮等，赵德钧和冀州刺史杨檀都认为被赦免的契丹酋长们一旦回到契丹，会将情报告知契丹政府，在他们劝说下，李嗣源没有放还契丹酋长们。
先前，天成四年正月，赵德钧奏其孙赵美（赵延寿子，故实为赵德钧养孙）五岁就能默念《论语》《孝经》，正在汴州可考童子试。诏令赵美免试，特给功名，赐别敕及第，仍附当年春榜。
赵德钧镇幽州十余年，很有善政，长兴三年（932年）四月，兼中书令，六月，奏发河北数镇丁夫，开东南河，从王马口至淤口（即今中华人民共和国河北省廊坊市霸州市信安镇），长一百六十五里，宽六十五步，深一丈二尺，以通漕运，并画图上献。通水运二百里，又在阎沟筑垒，戍兵以守，取名良乡县，以备敌寇。从此，契丹稍息，自幽州东十里，外州人不敢樵牧。赵德钧又在州东五十里故潞县择潞河筑城，以兵守之，近州百姓才敢耕作。自从破擒秃馁后，赵德钧又于幽州东部筑三河城，北接蓟州，颇为形胜要塞，部民因而稍稍得以樵牧。契丹曾出骑兵拦截后唐粮船，问：“此我疆界，安得设板筑？”赵德钧以礼责之，出师将击之，契丹军于是退去。赵德钧故城在北宋初依然完整，为要冲。百姓数年不租调，修建工事都是军队所作，境内歌颂赵德钧。但卢龙军军威不振，也因连年用兵，民力疲敝。

### 李从珂年间
长兴四年（933年），李嗣源崩，起初由子李从厚继位。应顺元年（934年），加赵德钧检校太师。但时为凤翔节度使兼侍中的潞王李从珂因认为李从厚的高官要对付自己，起兵作乱，打败了朝廷派来讨伐他的军队，成为了新皇帝，进封当时官爵为幽州卢龙军节度、押奚契丹经略卢龙军等使、兼北面行营招讨使、检校太师、中书令、行幽州大都督府长史、天水郡公的赵德钧为北平王。李从珂和李嗣源女婿河东节度使石敬瑭之间互相怀疑，因契丹频繁入侵，赵德钧和石敬瑭都趁机以此为由组建自己的军队。李从珂和石敬瑭因而关系更紧张。
清泰二年（935年），契丹入侵，时任北面招讨使的赵德钧奏称行营马步军都虞候、义武军节度使杨光远（即杨檀，已改名）和行营排阵使、安国军节度使安审琦率本军至易州，现正进军追袭契丹。
清泰三年（936年）五月，李从珂决定以如石敬瑭所请，迁石敬瑭为天平军节度使的方式，测试石敬瑭的忠心。但石敬瑭得令后，即作乱。李从珂任西北蕃汉马步都部署张敬达为太原四面兵马都部署，杨光远为副部署。七月，赵德钧遣使赴契丹。作为唐计划的一部分，八月，赵德钧和他奏请与自己同赴战场的成德军节度使董温琪奉令拦截契丹可能派遣南下帮助石敬瑭的军队。但赵德钧显然没有奉命出兵，九月，契丹军在太宗皇帝直接率领下得以在未遭拦截的情况下抵达河东军部太原。契丹、河东联军败张敬达军，围之于晋安寨。
闻晋安寨之围，九月，赵德钧主动请缨统军试图解围，十月，奉命由飞狐路出敌后击敌。但赵德钧的真实意图是通过兼并邻镇军队以聚集尽量多的军队，以为资本与契丹皇帝谈判使其支持自己而非石敬瑭为中原皇帝。因而他统领所部银鞍契丹直三千骑出兵后，没有直趋晋安寨，而是率军南下，先经过易州，会合赵州刺史、北面行营都指挥使刘在明屯驻当地的军队，命刘在明与自己合兵。然后南下成德，迫董温琪的成德军合兵。这时赵德钧有军一万余，奉命由上党前去会合奉命北上的时任枢密使的赵延寿的军队，但知道契丹有备，便不再进兵。十一月，他被任为诸道行营都统，再往西南从吴儿峪路去昭义军，在西唐店会合已受任为河东道南面行营招讨使的赵延寿，接管了李从珂让赵延寿指挥的军队和昭义军。赵德钧又想会合天雄军节度使范延光，但范延光怀疑赵德钧的意图，表称自己已深入辽州敌境，不能撤回，拒绝合兵。赵德钧随后前往晋安，行经团柏谷口，其前锋杀契丹五百骑，军出谷口，契丹暂退，赵德钧却不再前进，请求以赵延寿为成德军节度使，被李从珂拒绝，称：“如果赵德钧父子能退契丹，即使要代替我，我也甘心。如果玩寇要挟君主，只怕狗和兔子要一起完蛋。”赵德钧不悦。闰十一月，赵德钧秘密和契丹太宗谈判，希望太宗在推翻李从珂时支持自己而非石敬瑭。太宗被打动，但最终还是拒绝了。为了进一步坐实对石敬瑭的支持，他立石敬瑭为中原皇帝，建立后晋。
最后，晋安唐军粮尽，陷入绝境。吏部侍郎龙敏对李从珂亲将李懿说自己本是幽州人，深知赵德钧为人胆小谋拙，擅长守城寨、修壕堑、鼓励健儿，但遇到大敌必然不能奋不顾身摧坚陷阵，何况他功名震主，正在用奸计为自身谋划。张敬达拒绝投降，杨光远杀之，投降。契丹、晋联军夺取这支唐军，南趋团柏谷。赵德钧军恐惧瓦解。赵德钧、赵延寿先逃，兵士丢盔弃甲自相践踏，死者万计。赵德钧、赵延寿逃到昭义军军部潞州，爱将时赛率轻骑向东回渔阳，其部曲还有千余人，与散亡士卒都归于潞州。石敬瑭派昭义节度使高行周回昭义，对赵德钧指出潞州不能久守。赵德钧投降，迎谒石敬瑭于马前，石敬瑭不礼待。契丹太宗在潞州西郊尽杀赵德钧的银鞍契丹直，锁赵德钧、赵延寿归国，与石敬瑭继续南下。李从珂绝望，全家自杀，唐亡。石敬瑭的晋接管唐全境。契丹太宗到细河，检阅赵德钧、赵延寿投降兵马。

## 被契丹军俘虏后
赵德钧、赵延寿到契丹朝廷后，为表归顺，对太宗母述律平皇太后献出在幽州的宝货、田宅。述律太后指赵德钧声言效忠唐却要自谋称帝是虚伪之举，说：“我儿出征时，我告诫他说：赵大王如果引兵北向渝关，就要马上回师，太原不可救。你想做天子，何不先击退我儿子，再慢慢做打算也不晚。你是人臣，既然辜负主君，不能击敌，还想趁乱邀利，做出这样的事，有何面目求生？”赵德钧俯首不能回答。而当时石敬瑭已割幽云十六州于契丹，述律太后又指出幽州已属自己，赵德钧在幽州的田宅并无可献。赵德钧更加惭愧。从此郁郁，不多吃饭。天福二年（937年）夏，卒于契丹。但死后，赵延寿却被释放，并成为契丹太宗所信的谋臣。赵德钧妻种氏墓志称赵德钧为“辽故卢龙军节度使、太师、中书令、北平王、赠齐王”。
天福三年（938年）五月，昭义军奏铜鞮等五县收拾到甲仗兵共六千七十副，都是赵德钧兵败奔潞州时丢弃的兵甲。

## 家族

### 妻
- 种氏（约880年代—957年6月22日），沧州马步军都指挥使、左领卫大将军、同正德州刺史、太保种居爽长女，由河南郡夫人进封郑国夫人、燕国夫人，入辽后因赵延寿显贵，诏封魏国太夫人，死后特赠秦国夫人

### 子女
- 继子赵延寿
- 河阳军节度使、起复云麾将军、左金吾卫将军同正太尉赵延密
- 左监门卫将军、司徒赵延希，早卒
- 赵氏，嫁归德军节度使、太师、同政事门下平章事刘敏，封天水郡君